# Hang động Rising Star
Hệ thống hang động Rising Star (còn gọi là hang Westminster hoặc Empire) nằm trong dolomit Malmani, trong Bloubank sông thung lũng, khoảng 800 mét (0.50 dặm; 2.600 feet) về phía tây nam Swartkrans, một phần của Cái nôi của nhân loại di sản thế giới trong Nam Phi. 
Hoạt động khám phá hang động giải trí đã diễn ra ở đó từ những năm 1960. Các hóa thạch được tìm thấy (bắt đầu vào năm 2013) trong hang động, vào năm 2015, đề xuất đại diện cho một loài hominin tên là Homo naledi. chưa từng biết đến.

## Tên gọi
Vào những năm 1980, tên "Empire", "Westminster" và "Rising Star" được sử dụng thay thế cho nhau.
Tên loài, naledi (seSotho cho "ngôi sao"), và "Dinaledi Chamber" (kết hợp từ Sotho cho "sao")  được các thành viên của Cuộc thám hiểm Rising Star gọi là có liên quan đến vị trí của loài và phòng Trong hang động Rising Star.
Một phần của hang động, được sử dụng bởi nhóm khai quật trên đường đến phòng Dinaledi, được gọi là "Superman's Crawl" bởi vì hầu hết mọi người chỉ có thể vừa với một cánh tay ôm chặt lấy cơ thể và kéo dài phần trên đầu, theo cách Của Superman đang bay.
The Superman Crawl mở ra trong "Động Dragon's Back", bao gồm một khoảng 15 m tiếp xúc leo lên một dốc của một khối rìa dolomite sắc rằng rơi từ mái nhà đôi khi trong quá khứ xa xôi. Khối này được gọi là Dragon's Back, được đặt tên bởi vì con đường leo lên dường như tiến triển từ đuôi đến đầu dọc theo cột sống nhọn của một con quái vật huyền thoại.

## Lịch sử
Các nhà địa chất học cho rằng hang động trong đó các hóa thạch được phát hiện là không quá ba triệu năm.
Hang động này được khám phá vào thập niên 1980 bởi Câu lạc bộ Khảo sát Speleological (SEC), một chi nhánh địa phương của Hiệp hội Speleological Nam Phi (SASA).

## Khám phá hóa thạch trong "Buồng Dinaledi"
Mặt cắt ngang của một phần của hệ thống hang Rising Star dẫn đến phòng Dinaledi
Vào ngày 13 tháng 9 năm 2013, khi khám phá hệ thống Hang Rising Star, những người lính giải trí Rick Hunter và Steven Tucker của Câu lạc bộ Thám hiểm Speleological (SEC) tìm thấy một ống khói "định hướng theo chiều dọc" hoặc "chute" dài 12 m (39 ft) Chiều rộng trung bình là 20 cm (7,9 inch). 20 cm (7,9 in). Sau đó, Hunter phát hiện ra một căn phòng có diện tích 30 m (98 ft) (Site U.W. 101, Phòng the Dinaledi), bề mặt của nó bị lấp đầy bằng xương hóa thạch. Vào ngày 1 tháng 10, các bức ảnh của trang web đã được hiển thị cho Pedro Boshoff và sau đó đến Lee Berger.
Việc sắp xếp xương, cũng như một số khay khảo sát, cho thấy "một người đã ở đó" gần đây như vài thập kỷ trước đó. Sự xuất hiện của sự hóa thạch giới hạn ban đầu đã dẫn các nhà thám hiểm nghĩ rằng xương là từ cái vại cuối cùng vào trong buồng, người sau đó đã không bao giờ đưa nó trở lại sống.

### Các cuộc khai quật trong năm 2013 và 2014
Ngày 1 tháng 10 năm 2013, nhà cổ sinh vật học Lee Berger đã được thông báo về việc tìm kiếm và ông đã tổ chức cuộc thám hiểm để khai quật hóa thạch bắt đầu vào ngày 7 tháng 11 năm 2013. [9] Cuộc thám hiểm được tài trợ bởi Quỹ Nghiên cứu Quốc gia Nam Phi và Hiệp hội Địa lý Quốc gia.
Đội đào tạo đã tuyển mộ sáu nhà cổ sinh vật học, tất cả đều là phụ nữ, những người có thể đi qua một lỗ mở rộng chỉ rộng 18 cm (7 inch) để vào phòng Dinaledi. Những người được chọn là Hannah Morris, Marina Elliott, Becca Peixotto, Alia Gurtov, Lindsay Eaves, và Elen Feuerriegel. Họ đã được biệt danh là các phi hành gia dưới lòng đất.
Phòng thí nghiệm Dinaledi đã được chỉ định là UW-101 và đã được sáu thành viên của cuộc thám hiểm Rising Star Expedition khai quật vào tháng 11 năm 2013. Hơn 1.200 hóa thạch đã được thu hồi và lập danh mục vào tháng 11 năm 2013, đại diện cho ít nhất một tá cá nhân Chỉ có 20 trong số 206 xương trong cơ thể con người không được tìm thấy trong hang vào mùa hè năm 2014. Đến tháng 4 năm 2014, giữa hai địa phương, 1754 mẫu vật được thu hồi.
Phân bố lớp xương [trong trầm tích đất sét nhiều] cho thấy rằng chúng đã được tích tụ trong một thời gian dài, có lẽ là hàng thế kỷ.. Chỉ có một mét vuông của buồng hang đã được khai quật; Những tàn dư khác vẫn có thể tồn tại ở đó.
Vào ngày 20 tháng 2 năm 2014, Rick Hunter, Lee Berger, John Hawks, Alia Gurtov và Pedro Boshoff đã quay trở lại ngôi sao Rising để đánh giá trang web tiềm năng thứ hai. Khu vực này, được chỉ định bởi UW-102, được tìm thấy bởi các thợ săn Rick Hunter và Steve Tucker vào ngày cuối cùng của cuộc thám hiểm Rising Star Expedition, và việc khai quật hạn chế bắt đầu vào tháng 4 năm 2014.
Tính đến tháng 9 năm 2015, các hóa thạch của ít nhất mười lăm người, chiếm 1550 mẫu, đã được khai quật từ hang động [1] [2] Khoảng 300 mảnh xương được thu thập từ bề mặt của Phòng Dinaledi, và khoảng 1250 mẫu hóa thạch đã được thu hồi từ hố đào chính của căn phòng, Phòng 3. [5] Các hóa thạch bao gồm sọ, hàm, xương sườn, răng, xương chân gần như hoàn thiện, bàn tay, và tai trong. Các xương của cả những người già và trẻ, cũng như trẻ sơ sinh, đã được tìm thấy.
15 bộ xương nhỏ, được tìm thấy trong một buồng nhỏ dưới lòng đất, mọi suy đoán về hoàn cảnh vị trí của chúng. Nhà nhân học cổ sinh vật học John D. Hawks thuộc Đại học Wisconsin-Madison là thành viên của nhóm nghiên cứu đã tuyên bố rằng các dữ kiện khoa học là tất cả các xương được phục hồi đều là hominin, ngoại trừ những con cú; Không có dấu hiệu của sự ăn thịt, và không có loài ăn thịt nào chỉ tích tụ hominin theo cách này; Xương không tích luỹ được tất cả cùng một lúc. Không có bằng chứng của đá hoặc trầm tích đã rơi vào hang động từ bất kỳ mở trên bề mặt; Không có bằng chứng về nước chảy vào hang động mang xương vào trong hang động Hawks đã kết luận rằng giả thuyết tốt nhất là cơ thể được cố ý đặt vào hang động sau khi chết, bởi các thành viên khác của loài. Berger et al. Gợi ý rằng "những cá nhân này có khả năng hành lễ nghi lễ." Họ suy đoán việc đặt xác chết trong hang động là một hành vi nghi lễ, một dấu hiệu của tư duy tượng trưng. "Nghi lễ" ở đây có nghĩa là một sự thực hành cố ý và lặp đi lặp lại (vứt bỏ xác chết trong hang động), và không ngụ ý bất kỳ loại nghi lễ tôn giáo nào. Giả thuyết này đã bị chỉ trích vì tính không thể xảy ra của nó
Mặc dù nhóm nghiên cứu đã chỉ ra rằng họ có kế hoạch cho đến nay các mỏ đá canxit trong hang động [30] Một nghiên cứu liên quan đến việc tái tạo thống kê các cây tiến hóa hominin từ sọ và răng, cho thấy tuổi có khả năng nhất của H. naledi là 912 kya.
Một cuộc hội thảo hợp tác với 54 nhà khoa học trong nước và quốc tế đã diễn ra vào tháng 5 năm 2014 tại Đại học Witwatersrand On ngày 10 tháng 9 năm 2015, các hóa thạch đã được phát lộ và được đặt tên Homo naledi.